# David Gordon Green
David Gordon Green (nascut el 9 d'abril de 1975) és un cineasta nord-americà. Green va començar la seva carrera l'any 1997 i va guanyar fama amb la pel·lícula independent George Washington (2000). Va dirigir dos drames independents addicionals, All the Real Girls (2003) i Snow Angels (2007), així com el thriller Undertow (2004), tot el qual va escriure o coescriure.
El 2008, Green va passar a les comèdies dels estudia d'Hollywood, dirigint les pel·lícules Superfumats (2008), Your Highness i The Sitter (both 2011). Va tornar breument a les seves arrels dramàtiques amb les pel·lícules independents Prince Avalanche (2013), Joe (2013) i Manglehorn  (2014). Després d'aquesta marxa, va tornar a les pel·lícules d'estudi amb Experta en crisis (2015) i Stronger (2017). Green va dirigir la trilogia de pel·lícules slasher de la franquícia Halloween: Halloween (2018), Halloween Kills (2021), i Halloween Ends (2022), que va coescriure amb el col·laborador freqüent Danny McBride. Més recentment, Green va dirigir The Exorcist: Believer (2023) i la comèdia de Nadal Nutcrackers (2024).
Green també ha dirigit episodis de la sèrie de comèdia Eastbound & Down (2009–2013), Red Oaks (2014–17), Vice Principals  (2016-17) i The Righteous Gemstones (2019-present), en tots els quals també va exercir de productor executiu.

## Primers anys
Green va néixer a Little Rock, Arkansas, i va créixer a Richardson, Texas. La seva mare, Jean Ann (de soltera Hunter), era instructora de Lamaze, i el seu pare, Hubert Gordon Green, Jr., era un degà. Green va assistir Richardson High School, la Universitat de Texas a Austin i la Universitat de Carolina del Nord Escola d'Arts, on va estudiar direcció de cinema. Actualment viu a Charleston (Carolina del Sud).

## Carrera

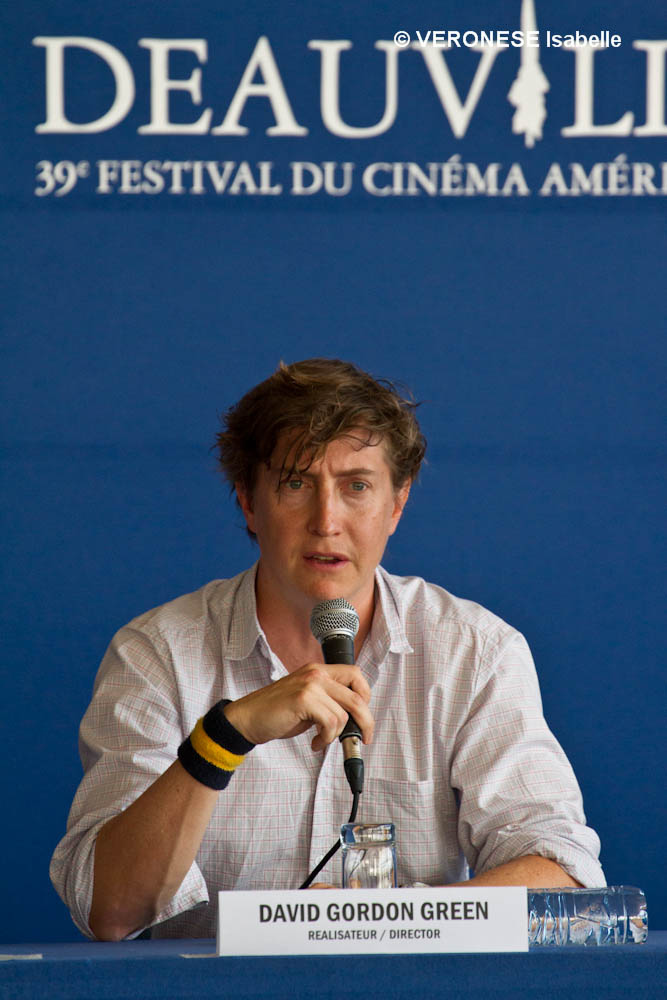
Green al Festival de Cinema Americà de Deauville de 2013

Com a estudiant universitari, Green va fer els dos curtmetratges, Pleasant Grove i Physical Pinball, a la North Carolina School of the Arts abans del seu debut al llargmetratge l'any 2000, l'aclamat George Washington, que va escriure i dirigir. Va seguir amb All the Real Girls el 2003 i Undertow el 2004. El 2007, va dirigir Snow Angels, la seva primera adaptació, basada en la novel·la Stewart O'Nan. La pel·lícula va debutar al Festival de Cinema de Sundance i protagonitzada per Sam Rockwell i Kate Beckinsale. Fou llançada per Warner Independent Pictures.
El 2008, la carrera de Green va fer una transició quan va dirigir la comèdia de col·legues de Seth Rogen Superfumats, i la sèrie de HBO Eastbound & Down, de la que va dirigir dotze capítols i va exercir de productor consultor. El 2011, va co-crear la sèrie d'animació Good Vibes i va dirigir les comèdies Your Highness i The Sitter, tots dos van rebre crítiques negatives.
El 2013, Green va tornar breument al cinema independent quan va dirigir i coescriure Prince Avalanche i Joe. Va seguir aquestes pel·lícules amb Manglehorn, Experta en crisis (2015), i Stronger (2017).
El 2018, Green va dirigir la seqüela de terror Halloween, produïda per Jason Blum, amb el productor executiu per John Carpenter, i coescrita per Green i Danny McBride. També va dirigir les seves seqüeles Halloween Kills, llançada l'octubre de 2021, i Halloween Ends, llançat l'octubre de 2022.
El desembre de 2020, es va anunciar que Green dirigirà un nou lliurament de la franquícia The Exorcist que serà una seqüela directa de l'adaptació cinematogràfica de William Friedkin el 1973 de la novel·la de 1971. The Exorcist: Believer fou estrenada l'octubre de 2023.
Posteriorment Green va dirigir la comèdia nadalenca Nutcrackers, que es va estrenar al Festival Internacional de Cinema de Toronto de 2024. De la pel·lícula, va declarar Green; "Aquesta pel·lícula és un munt de coses. És una comèdia, és un drama, és una pel·lícula de terror. Però per a mi, és una raó per ballar, ja saps, només volia començar a moure'm, moure una mica el meu cos i sortiu a la granja i trepitjar una mica de merda de porc."

## Influències
Les pel·lícules preferides de Green són, per ordre, Un botí de 500.000 dòlars, 2001: una odissea de l'espai, The Gravy Train, The Bad News Bears, Deliverance, Nashville i Algú va volar sobre el niu del cucut.
S'ha suggerit, fins i tot pel mateix director, que les primeres pel·lícules de Green (sobretot George Washington) prenen influència de les obres de Terrence Malick.. El mateix Malick va ser productor executiu de la pel·lícula de Green de 2004 Undertow.

## Filmografia

### Cinema
| Any  | Títol                  | Director | Guionista | Productor |
| ---- | ---------------------- | -------- | --------- | --------- |
| 2000 | George Washington      | Sí       | Sí        | Sí        |
| 2003 | All the Real Girls     | Sí       | Sí        | No        |
| 2004 | Undertow               | Sí       | Sí        | No        |
| 2007 | Snow Angels            | Sí       | Sí        | No        |
| 2008 | Superfumats            | Sí       | No        | No        |
| 2011 | Your Highness          | Sí       | No        | No        |
| 2011 | The Sitter             | Sí       | No        | No        |
| 2013 | Prince Avalanche       | Sí       | Sí        | Sí        |
| 2013 | Joe                    | Sí       | No        | Sí        |
| 2014 | Manglehorn             | Sí       | No        | Sí        |
| 2015 | Experta en crisis      | Sí       | No        | No        |
| 2016 | Goat                   | No       | Sí        | No        |
| 2017 | Stronger               | Sí       | No        | No        |
| 2018 | Halloween              | Sí       | Sí        | Executiu  |
| 2021 | Halloween Kills        | Sí       | Sí        | Executiu  |
| 2022 | Halloween Ends         | Sí       | Sí        | Executiu  |
| 2023 | The Exorcist: Believer | Sí       | Sí        | Executiu  |
| 2024 | Nutcrackers            | Sí       | No        | Executiu  |

| Productor executiu - The Comedy (2012) - Compliance (2012) - Nature Calls (2012) - See Girl Run (2012) - Camp X-Ray (2014) - Land Ho! (2014) - Booger Red (2015) - Hot Sugar's Cold World (2015) - Donald Cried (2016) - Fraud (2016) - Flower (2017) - Dayveon (2017) - Arizona (2018) - An Evening with Beverly Luff Linn (2018) - The Legacy of a Whitetail Deer Hunter (2018) - City of Joel (2018) | Productor - Shotgun Stories (2007) - Great World of Sound (2007) - The Catechism Cataclysm (2011) |  |

Actor
| Any  | Títol                                   | Paper     |
| ---- | --------------------------------------- | --------- |
| 2022 | The Unbearable Weight of Massive Talent | Himself   |
| 2022 | Bones and All                           | Brad      |
| 2023 | I'm a Virgo                             | Bartender |

### Televisió
| Any(s)       | Títol                          | Director | Productor Executiu | Notes                                                                 |
| ------------ | ------------------------------ | -------- | ------------------ | --------------------------------------------------------------------- |
| 2009-2013    | Eastbound & Down               | Sí       | Sí                 | 12 episodis                                                           |
| 2011         | Good Vibes                     | No       | Sí                 | També guionista i co-creador                                          |
| 2014         | Chozen                         | No       | Sí                 |                                                                       |
| 2014-2017    | Red Oaks                       | Sí       | Sí                 | 6 episodis                                                            |
| 2016-2017    | Vice Principals                | Sí       | Sí                 | 8 episodis                                                            |
| 2017         | There's... Johnny!             | Sí       | Sí                 | Episodis "Andy Goes to Hollywood" i "Dog Day Afternoon"               |
| 2017         | Tarantula                      | No       | Sí                 |                                                                       |
| 2019-present | The Righteous Gemstones        | Sí       | Sí                 | 9 episodis                                                            |
| 2019         | Dickinson                      | Sí       | Sí                 | Episodis "Because I could not stop" i "I have never seen 'Volcanoes'" |
| 2020         | Mythic Quest: Raven's Banquet  | Sí       | Sí                 | Episodis "Pilot", "The Casino" i "The Convention"                     |
| 2021         | The Sex Lives of College Girls | Sí       | Sí                 | Episodi: "Welcome to Essex"                                           |
| 2023         | Telemarketers                  | No       | Sí                 |                                                                       |
| 2025         | Scarpetta                      | Sí       | Sí                 |                                                                       |